# Orimarga (Orimarga) cubensis
Orimarga (Orimarga) cubensis is een tweevleugelige uit de familie steltmuggen (Limoniidae). De soort komt voor in het Neotropisch gebied.